# Svenska Institutet i Rom

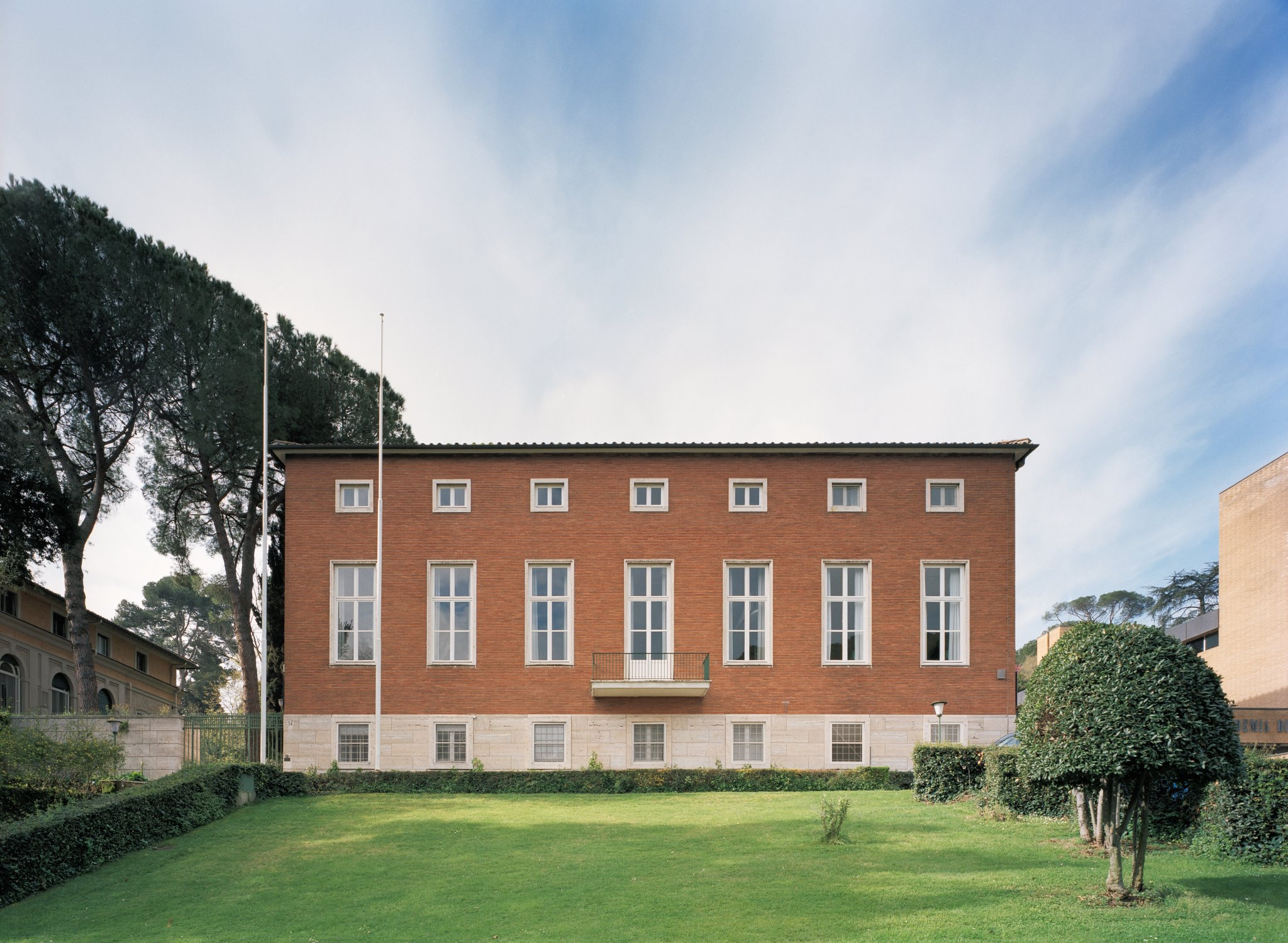
Gebäude des Svenska Institutet i Rom

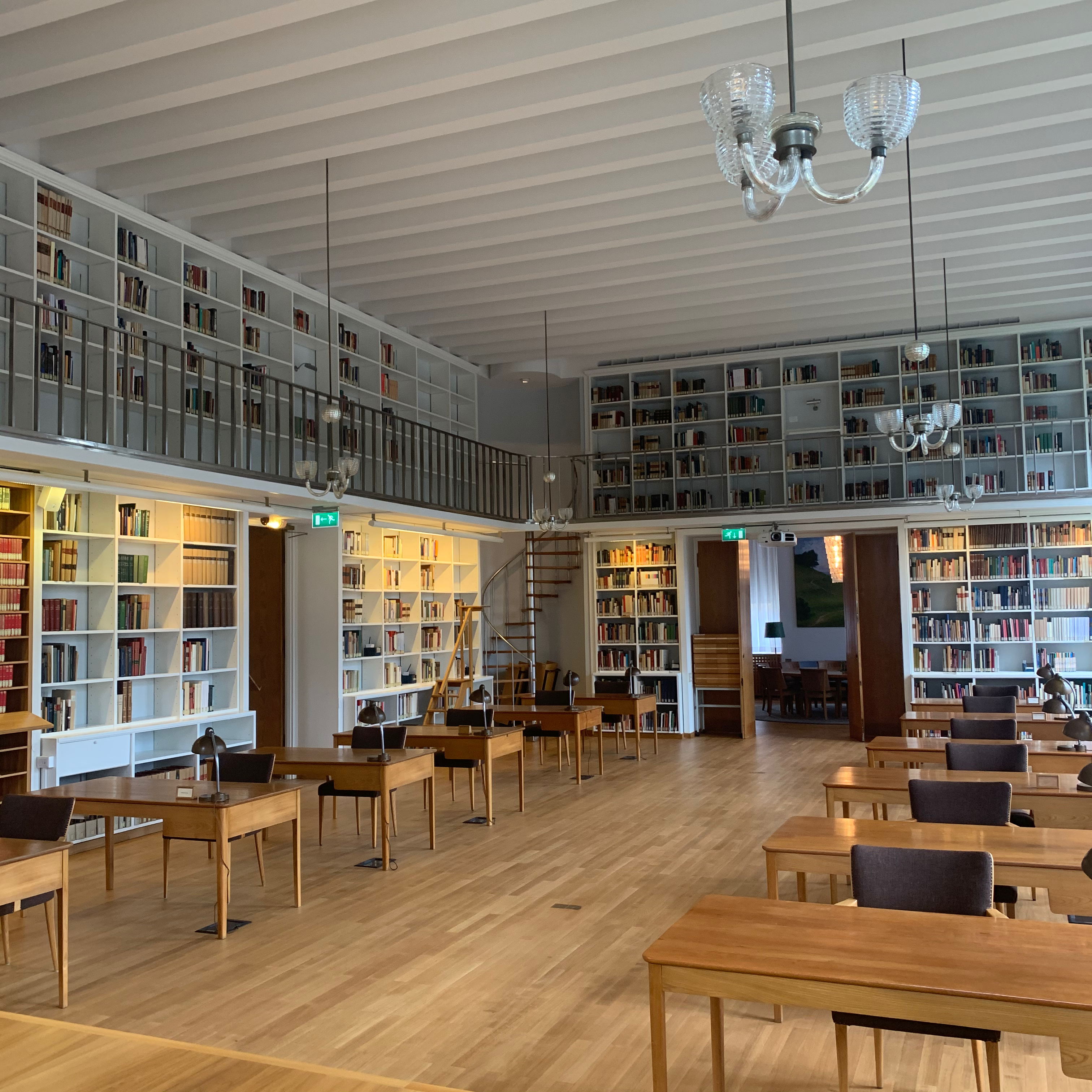
Bibliothek des Svenska Institutet i Rom

Das Svenska Institutet i Rom (englisch Swedish Institute in Rome, italienisch Istituto svedese di studi classici a Roma, „Schwedisches Institut in Rom“) ist eine schwedische Forschungseinrichtung mit Sitz in Rom. Das 1925 gegründete Institut ist die älteste skandinavische Einrichtung dieser Art in Rom.

## Geschichte
Das Institut verdankt seine Gründung unter anderem der Initiative des damaligen Kronprinzen Gustav Adolf, der auch der erste Vorsitzende des Aufsichtsgremiums war. Schweden folgte damit dem Beispiel anderer Nationen, die bereits seit dem 19. Jahrhundert mit ähnlichen Institutionen in Rom vertreten waren. Ziel des Instituts ist es, die Forschung im Bereich der Klassischen Altertumswissenschaften, aber auch der Geistes- und Kunstwissenschaften zu fördern.
Die Arbeit des Instituts, das zunächst in Räumlichkeiten in der Via del Boschetto 68 untergebracht war, wurde 1926 unter seinem ersten Direktor, dem Klassischen Archäologen Axel Boëthius aufgenommen. Im Jahr 1928 zog das Institut in Räume des Palazzo Brancaccio, ab 1929 wurde seine Finanzierung durch öffentliche Mittel gewährleistet. In der Via Omero 14, im Randgebiet der Villa Borghese, wurde 1939 ein eigenes Gebäude für das Institut errichtet. Das Institut selbst wurde umstrukturiert und das neue, von Ivar Tengbom entworfene Gebäude in den Besitz des schwedischen Staates übernommen. In den Jahren von 1960 bis 1964 wurde das Gebäude um einen Gästetrakt und ein archäologisches Labor erweitert.

## Einrichtungen und Forschung
Das Institut dient neben der Forschung auch der Ausbildung, insbesondere in den Bereichen Archäologie, Klassische Philologie und Architektur, und vergibt hierfür eine begrenzte Anzahl einjähriger oder kürzerer Stipendien. Hinzu treten seit den 1990er Jahren Stipendien für Kunstwissenschaftler und Konservatoren. Eine Stiftung für geisteswissenschaftliche Studien in Italien durch die Familie Rausing, Erfinderin des Tetra Paks, im Jahr 1979 erweiterte außerdem die Forschungsmöglichkeiten des Instituts.
Besonders aktiv ist das schwedische Institut im Bereich der Feldarchäologie. Vor dem Zweiten Weltkrieg konzentrierten sich die Forschungen hierbei vornehmlich auf das Forum Romanum in Rom. Nach dem Krieg trat Etrurien in den Fokus der Ausgrabungstätigkeiten. Größere Ausgrabungen fanden statt in San Giovenale 1956–1965, Luni sul Mignone 1960–1963, Selvasecca 1965–1971 und Acquarossa 1966–1978.
Das Institut unterhält eine Bibliothek mit rund 70.000 Büchern und 300 Zeitschriftenreihen aus den Bereichen Klassische Archäologie und Topographie des Mittelmeerraums, wobei Schwerpunkte auf Rom und Italien gesetzt werden, aus Etruskologie, antiker Kunst, Alter Geschichte, Klassischer Philologie, Vorgeschichte, Kunst- und Architekturgeschichte sowie Konservierung und Restaurierung. Darüber hinaus gibt es kleinere Spezialsammlungen zu Archäologie, Kunst, Geschichte und Literatur Schwedens sowie Bestände aus Nachlässen.

## Publikationen
An Schriftreihen gibt das Institut die Acta Instituti Romani Regni Sueciae. Skrifter utgivna av Svenska Institutet i Rom in zwei Serien heraus, die erste Serie seit 1932, die zweite seit 1939. Die Serien umfassen Monographien und Sammelbände zu Konferenzen und ähnlichem. Sie erscheinen unregelmäßig, jedoch meist im Jahresabstand. Darüber hinaus veröffentlicht das Institut seit 1996 die Opuscula Romana. Annual of the Swedish Institute in Rome als eigenständige Zeitschrift, während ältere Bände der Opuscula Teil der Acta waren. Des Weiteren erscheinen als Monographien oder Sammelbände seit 1992 die Suecoromana. Studia artis historiae Instituti Romani Regni Sueciae. Eine Publikationsreihe The Swedish Institute in Rome. Projects and Seminars stellt das Institut seit 2004 im Internet bereit.

## Direktoren
- Axel Boëthius (1926–1935)
- Einar Gjerstad (1935–1940)
- Erik Sjöqvist (1940–1948)
- Arvid Andrén (1948–1952)
- Axel Boëthius (1952–1953)
- Olov Vessberg (1953–1955)
- Axel Boëthius (1955–1957)
- Erik Wellin (1957–1961)
- Bengt E. Thomasson (1961–1964)
- Arvid Andrén (1964–1966)
- Paul Åström (1967–1970)
- Carl Eric Östenberg (1970–1978)
- Carl Nylander (1979–1997)
- Marie Leander Touati (1997–2001)
- Barbro Santillo Frizell (2001–2013)
- Kristian Göransson (2013–2019)
- Ulf R. Hansson (seit 2019)